# Haluza

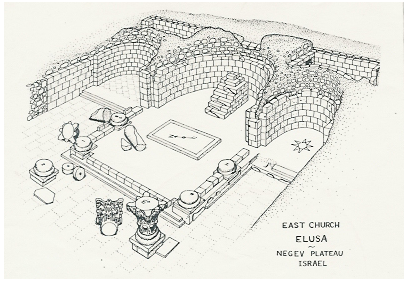
Vista isométrica de la Catedral de Elusa (Catedral del Este), 1980, Universidad del Estado de Misisipí y Universidad Hebrea de Jerusalén.

Haluza (en hebreo: חלוצה‎), también conocida como Halasa, Chellous (Χελλοὺς), al-Khalasa y Elusa, es una ciudad ubicada en el Néguev, Israel, que en la Antigüedad formó parte de la Ruta del incienso nabatea. Por su importancia histórica, la Unesco le ha dado el estatus de Patrimonio de la Humanidad, junto con otras tres ciudades del Neguév: Mamshit, Avdat y Shivta en 2005. La ciudad es una de las dos ubicaciones potenciales para la ciudad bíblica de Siclag; en este caso, Siclag se considera un derivado de Halusah, que significa fortaleza.
Las ruinas de la ciudad se encuentran en Al-Khalasa (Khalasah), aproximadamente diecinueve millas al sudoeste de Beerseba, en una gran planicie dentro de Israel. Se han encontrado numerosas inscripciones en el lugar. En la misma zona, según el Tárgum, se encontraba el desierto del sur con el pozo donde el ángel encontró a Agar (Génesis 16:7).
Las excavaciones arqueológicas del área se dificultaron en parte por la presencia de arenas movedizas en los alrededores de la ciudad. Pese a estos problemas, se encontraron calles nabateas, junto con dos iglesias, un teatro, una vinería y una torre. A diferencia de otras ciudades de la Ruta del incienso, el suelo de Haluza ha sido excavado sin que se tomara en cuenta la importancia de regresar las piedras a sus lugares originales, lo que ha complicado las excavaciones futuras.

## Historia
La ciudad se menciona con el nombre 'Chellous' (Χελλοὺς) en el Libro de Judit, i, 9. También la nombran Ptolomeo (como parte de Edom), Esteban de Bizancio (como perteneciente a la provincia de Arabia Pétrea y en la actualidad a Palestina Tertia), Jerónimo de Estridón, el peregrino Teodosio, Antonio de Piacenza y Juan Mosco. El nombre aparece también en la Tabula Peutingeriana.
En su biografía de Hilarión, Jerónimo dice que, en el siglo IV, en Haluza había un gran templo dedicado a Afrodita.

## Historia eclesiástica
Según los registros, Hilarión introdujo el cristianismo en Haluza en el siglo IV.
A principios del siglo siguiente, un obispo de Haluza, después de haber redimido al hijo de Nilus de Sinaí (a quien los árabes se habían llevado desde el Monte Sinaí) los ordenó sacerdotes tanto a él como a su padre. Otros obispos conocidos son Teodulo, 431; Aretas, 451; Pedro, 518; y Zenobio, 536.
Haluza continúa siendo una diócesis titular de la Iglesia católica en la provincia eclesiástica de Palestina Tertia, liderada por el arzobispo de Petra.